# Find My Device
Find My Device (em português, Encontre Meu Dispositivo) é um aplicativo e serviço desenvolvido pelo Google para rastrear, localizar e limpar remotamente dispositivos Android, como smartphones, tablets e smartwatches, bem como os Pixel Buds.

## Características
O Find My Device localiza e rastreia smartphones, tablets e smartwatches Android ausentes, bem como os Pixel Buds. Ele permite que os usuários localizem remotamente qualquer dispositivo Android vinculado à sua conta do Google.
Essa ferramenta permite rastrear todos os dispositivos associados a uma conta do Google, e não necessariamente localizar um celular que possa ter sido roubado, mas também serve como controle parental para que os pais saibam onde estão seus filhos.
Para usar este aplicativo, o dispositivo que você deseja localizar deve ter uma conexão com a Internet ou ter o GPS ativado.